# Baldovino V di Fiandra
Baldovino V di Fiandra, detto di Lilla, ed anche l'Isolano o il Pio (1012/13 – Lilla, 1º settembre 1067), fu Conte di Hainaut (ridotto alla contea di Valenciennes), dal 1035 al 1045, conte di Fiandra e d' Artois, dal 1035 fino alla morte.

## Origine
Baldovino, secondo la Genealogica Comitum Flandriæ Bertiniana, era il figlio primogenito del conte delle Fiandre, Baldovino IV, e di Ogiva di Lussemburgo, che sempre, secondo la Genealogica Comitum Flandriæ Bertiniana, era la figlia del Conte del Moselgau, Federico di Lussemburgo (erroneamente, nel testo viene citato il fratello, Giselberto di Lussemburgo) e della moglie di cui non si conosce il nome, che secondo la Vita Adelheidis abbatissæ Vilicensis, era discendente dai Corradinidi, conti e duchi della Franconia.
Baldovino VI di Fiandra era l'unico figlio maschio del conte di Fiandra, conte d'Artois e Abate laico di San Bertino, Arnolfo II e di Rozala (952 – 7 febbraio 1003), moglie di Arnolfo II, come è indicato nelle Europäische Stammtafeln., vol II, cap. 5 (non consultate) (secondo gli Annales Elnonenses Minores il matrimonio poteva essere avvenuto prima del 968). Rosala era figlia di re d'Italia Berengario II e di Willa III d'Arles, figlia a sua volta del marchese di Toscana Bosone. Entrambe le famiglie discendevano da Carlo Magno e per essere esatti il piccolo Baldovino era la settima generazione da parte di padre e ottava da parte di madre a partire dall'Imperatore.

## Biografia
Nel 1028, nella cattedrale di Amiens, come conferma anche la Genealogica Comitum Flandriæ Bertiniana, Baldovino prese in sposa Adele, la figlia femmina secondogenita del re di Francia, Roberto II detto il Pio e di Costanza d'Arles, che, secondo Hugonis Floriacensis, Liber qui Modernorum Regum Francorum continet Actus 9, era figlia del conte d'Avignone, conte di Provenza e marchese di Provenza, Guglielmo I e di Adelaide d'Angiò (947 - 1026), figlia del conte d'Angiò e poi, conte di Nantes e duca di Bretagna, Folco II e di Gerberga (secondo lo storico Maurice Chaume era figlia del visconte Goffredo d'Orleans).
 Baldovino, dopo il matrimonio con Adele di Francia, si ribellò a suo padre, Baldovino IV, che dovette lasciare le Fiandre e rifugiarsi in Normandia, dove si sposò, in seconde nozze, con Eleonora, la figlia del duca di Normandia, Riccardo II. Quindi con l'aiuto dell'esercito normanno, Baldovino IV riuscì a rientrare nelle Fiandre, dove perdonò il figlio. e l'associò nel governo delle contee.
Baldovino IV morì nel 1035, come documentato dagli Annales Elnonenses Minores, in cui viene definito, figlio di Susanna, mentre dagli Annales Blandinienses viene definito glorioso marchese. Baldovino succedette al padre, come Baldovino V.
Tra il 1047 ed il 1048, Baldovino sviluppò buone relazioni col conte Godwin del Wessex e con suo figlio, Sweyn Godwinson, come ci conferma l'Anglo-Saxon Chronicle; quando poi Godwin, nel 1051, fu esiliato, Baldovino lo accolse.
Durante la lunga guerra (1045-1056) che lo vide opporsi, assieme a Goffredo il Barbuto, duca di Lorena, all'Imperatore Enrico III, perse il controllo della città di Valenciennes a favore di Ermanno di Hainaut. Dopo la morte di quest'ultimo, avvenuta nel 1049, Baldovino fece sposare il suo figlio primogenito, anche di nome Baldovino, come ci testimoniano gli Annales Elnonenses Maiores, nel 1051, con la contessa di Hainaut, Richilde di Egisheim, la vedova di Ermanno di Hainaut, citata erroneamente come Giuditta, che gli portò in dote la contea di Mons.
Attraverso questo matrimonio, suo figlio Baldovino divenne conte di Hainaut (la contea di Hainaut, era composta dai territori della contea di Mons, del marchesato di Valenciennes e della parte meridionale del marchesato del Brabante), Baldovino I, spodestando i due figli minorenni, che Rachele aveva avuto dal primo marito, Ermanno di Hainaut, che, secondo la Gisleberti Chronicon Hanoniense, erano stati avviati alla vita religiosa.
Tra il 1053 ed il 1054, anche il figlio, Baldovino I conte di Hainaut, si unì al padre Baldovino V, nella ribellione contro Enrico III e a seguito dell'invasione e del saccheggio delle Fiandre da parte di Enrico III, la città di Lilla si arrese all'imperatore. Baldovino allora pose l'assedio ad Anversa, ma anche qui fu sconfitto..
Nel 1056, secondo il documento n° XIV del Cartulaire de l'abbaye de Saint-Bertin fece una concessione di un privilegio all'abbazia di San Bertino e tra i testimoni vi era il conte di Boulogne, Eustachio II.
Prima del 1060, come ci mostra il documento n° 113 delle Chartes et documents de l'abbaye de Saint Pierre au Mont Blandin à Gand, Baldovino V, figlio di Baldovino IV e Ogiva, fece una donazione al monastero stesso, assieme alla moglie, Adele.
Il monaco e cronista inglese, Orderico Vitale, riporta che Baldovino V delle Fiandre, nel 1060, divenne tutore del nuovo re di Francia, il nipote (era figlio del cognato, Enrico I), Filippo I, ancora minorenne, ed anche la Chronica Albrici Monachi Trium Fontium, conferma che Baldovino V assunse la tutela del giovane (parvulo) Filippo I., assieme alla vedova di Enrico I e madre di Filippo I, Anna di Kiev.
BaldovinoV morì nel 1067, il 1º settembre (kal. sept.), come riportano gli Annales Elnonenses Maiores, ed anche gli Annales Blandinienses (Baldwinus potentissimus marchisus): morì a Lilla, dove fu sepolto.
Gli succedette il figlio primogenito, Baldovino VI.

## Discendenza
Baldovino e Adele ebbero tre figli:
- Baldovino[23][27](1030–1070), conte delle Fiandre;
- Matilde[23][28] (c. 1031–1083) che sposò Guglielmo I il Conquistatore;
- Roberto[23][29] (c. 1033 - 1093), conte delle Fiandre.

## Ascendenza
|                                  |                         |                        | Genitori                |  |  | Nonni |  |  | Bisnonni                 |  |  | Trisnonni            |  |
|                                  |                         |                        |                         |  |  |       |  |  | Baldovino III di Fiandra |  |  | Arnolfo I di Fiandra |  |
|                                  |                         |                        |                         |  |  |       |  |  | Baldovino III di Fiandra |  |  | Arnolfo I di Fiandra |  |
|                                  |                         | Adele di Vermandois    |                         |  |  |       |  |  | Baldovino III di Fiandra |  |  |                      |  |
| Arnolfo II di Fiandra            |                         |                        |                         |  |  |       |  |  | Baldovino III di Fiandra |  |  |                      |  |
|                                  |                         | Matilde di Sassonia    | Ermanno di Sassonia     |  |  |       |  |  |                          |  |  |                      |  |
|                                  |                         | Matilde di Sassonia    | Ermanno di Sassonia     |  |  |       |  |  |                          |  |  |                      |  |
|                                  |                         | Matilde di Sassonia    | Ildegarda di Westerburg |  |  |       |  |  |                          |  |  |                      |  |
| Baldovino IV di Fiandra          |                         | Matilde di Sassonia    |                         |  |  |       |  |  |                          |  |  |                      |  |
|                                  |                         | Berengario II d'Ivrea  | Adalberto I d'Ivrea     |  |  |       |  |  |                          |  |  |                      |  |
|                                  |                         | Berengario II d'Ivrea  | Adalberto I d'Ivrea     |  |  |       |  |  |                          |  |  |                      |  |
|                                  |                         | Berengario II d'Ivrea  | Gisla del Friuli        |  |  |       |  |  |                          |  |  |                      |  |
| Rozala d'Ivrea                   |                         | Berengario II d'Ivrea  |                         |  |  |       |  |  |                          |  |  |                      |  |
|                                  |                         | Willa III d'Arles      | Bosone d'Arles          |  |  |       |  |  |                          |  |  |                      |  |
|                                  |                         | Willa III d'Arles      | Bosone d'Arles          |  |  |       |  |  |                          |  |  |                      |  |
|                                  |                         | Willa III d'Arles      | Willa II di Borgogna    |  |  |       |  |  |                          |  |  |                      |  |
| Baldovino V di Fiandra           |                         | Willa III d'Arles      |                         |  |  |       |  |  |                          |  |  |                      |  |
|                                  | Sigfrido di Lussemburgo | Vigerico di Bidgau ?   |                         |  |  |       |  |  |                          |  |  |                      |  |
|                                  | Sigfrido di Lussemburgo | Vigerico di Bidgau ?   |                         |  |  |       |  |  |                          |  |  |                      |  |
|                                  | Sigfrido di Lussemburgo | Cunegonda di Francia ? |                         |  |  |       |  |  |                          |  |  |                      |  |
| Federico di Lussemburgo          | Sigfrido di Lussemburgo |                        |                         |  |  |       |  |  |                          |  |  |                      |  |
|                                  |                         | Edvige di Nordgau      | …                       |  |  |       |  |  |                          |  |  |                      |  |
|                                  |                         | Edvige di Nordgau      | …                       |  |  |       |  |  |                          |  |  |                      |  |
|                                  |                         | Edvige di Nordgau      | …                       |  |  |       |  |  |                          |  |  |                      |  |
| Ogiva di Lussemburgo             |                         | Edvige di Nordgau      |                         |  |  |       |  |  |                          |  |  |                      |  |
|                                  |                         | Eriberto di Wetterau   | Odo di Wetterau         |  |  |       |  |  |                          |  |  |                      |  |
|                                  |                         | Eriberto di Wetterau   | Odo di Wetterau         |  |  |       |  |  |                          |  |  |                      |  |
|                                  |                         | Eriberto di Wetterau   | Cunegonda di Vermandois |  |  |       |  |  |                          |  |  |                      |  |
| Ermentrude, contessa di Gleiberg |                         | Eriberto di Wetterau   |                         |  |  |       |  |  |                          |  |  |                      |  |
|                                  |                         | Irmtrude di Avalgau    | Megingaudo di Gheldria  |  |  |       |  |  |                          |  |  |                      |  |
|                                  |                         | Irmtrude di Avalgau    | Megingaudo di Gheldria  |  |  |       |  |  |                          |  |  |                      |  |
|                                  |                         | Irmtrude di Avalgau    | Gerberga di Lorena      |  |  |       |  |  |                          |  |  |                      |  |
|                                  |                         | Irmtrude di Avalgau    |                         |  |  |       |  |  |                          |  |  |                      |  |

### Letteratura storiografica
- Edwin H Holthouse, L'imperatore Enrico II, in «Storia del mondo medievale», vol. IV, 1999, pp. 126–169